# История Люблина
Люблин является одним из старейших населённых пунктов в Польше.

## Доисторические времена
В 1946 году в университете Марии Склодовской-Кюри была создана кафедра польской археологии, которая начала первые археологические раскопки на территории Люблина.
Находки, связанные с культурой воронковидных кубков, позволяют датировать начало заселения территории Люблина второй половиной 3-го тысячелетия до н. э. В конце 3 тысячелетия до н. э. представителей этой культуры сменили представители культуры шаровидных амфор. Ещё на рубеже XIX—XX веков на территории Люблина были обнаружены следы культуры боевых топоров, относящиеся к XX—XVIII векам до н. э. К бронзовому веку относится курган Тшинецкой культуры (XIV—XX века до н. э.).

## Средневековье
Как и прочие земли на юге Польши, район Люблина находился под влиянием Римской империи, а позднее — Византии. Это привело к развитию ремёсел и основанию городов. На рубеже VI—VII веков на холме Чвартек было сооружено оборонительное сооружение, раскопанное в 1959—1960 годах  экспедицией Стефана Носека .
В хронике Викентия Кадлубека, написанной в конце XII века, сказано, что некая Юлия, которая была женой Цезаря, заложила два города — Люблин и Любуш.
Предполагается, что уже с X века в этих местах имелся наместник Сандомирского князя, выполнявший функции судьи и сборщика налогов. В XII веке в Люблин стал назначаться архидьякон от краковского диоцеза. В документе 1198 года упоминается имя первого известного нам люблинского архидьякона — Яна. В 1205 году галицкий князь Роман осаждал город в течение месяца, но вынужден был отступить. В 1241 году, во время первого монгольского вторжения в Польшу, Люблин был опустошён монголами; через три года он вновь подвергся разорению со стороны литовцев, которые действовали сообща с пруссами и
и ятвягами. В том же году князь Даниил Галицкий, овладев городом, сильно укрепил его. В XIII веке был построен Люблинский донжон.
Предполагается, что городские права (основанные на Магдебургском праве) Люблин получил при Болеславе Стыдливом в 1257 году, но документов об этом не сохранилось. К 1316 году относятся первые упоминания о люблинской иудейской общине. Следующий документ, касающийся Люблина, выдал князь Владислав I Локетек в 1317 году. В 1334 году король Казимир III распространил на всю страну положения Калишского статута князя Болеслава Набожного, касающегося положения лиц иудейского вероисповедания, что привело к развитию и укреплению люблинской иудейской общины и появлению Еврейского квартала. В 1341 году Казимир Великий одержал у Люблина победу над татарами.

## XV век
В конце XIV — начале XV веков Люблин оказался под покровительством Ягайло, который не забыл участия люблинцев в организации его брака с Ядвигой, и в поддержке претензий на польскую корону. Город получил от нового правителя всяческие привилегии, и быстро стал одним из главных центров объединённого государства Польши и Литвы. Возведённый в 1418 году собор, посвящённый Грюнвальдской битве, находился уже за пределами стен Старого города, что свидетельствует о быстром росте города в этот период.
На документе городского совета от 1401 года встречается печать с самым ранним вариантом городского герба: изображение козла, вокруг которого по кругу идёт латинская надпись «CIVITATIS LVBLINENSIS». Лишь в XVI веке наряду с козлом стал изображаться и виноград. Козёл и виноград были атрибутами богини Венеры, от которой выводила свой род Юлия — являвшаяся, согласно Викентию Кадлубеку, основательницей Люблина.
В 1453 году король Казимир IV даровал иудеям Люблина право свободной торговли. В 1474 году этот же король сделал город столицей нового Люблинского воеводства, выделенного из Сандомирского воеводства; первым люблинским воеводой стал Добеслав Кмита.
В этот период были построены Костёл святого Духа (1419), Костёл обращения святого Павла (1459—1498) и ряд других.

## XVI век
В XVI веке Люблин пережил наивысший расцвет, став одним из важнейших торговых и административных центров Польши. В 1569 году именно здесь была заключена последняя из польско-литовских уний, вошедшая в историю как «Люблинская уния», а несколько дней спустя герцог Пруссии Альбрехт Фридрих принёс здесь присягу на верность королю Сигизмунду Августу, в результате чего Пруссия стала вассалом Польши.
В 1478—1793 годах в Люблине располагалась высшая судебная инстанция тогдашней Польши — Трибунал главный коронный для Малой Польши. Это был наивысший апелляционный суд Короны Королевства Польского по вопросам шляхетского права. Именно из истории Люблинского трибунала происходит легенда о Руке дьявола.
Пожары, опустошившие город в 1557 и 1574 годах, привели к тому, что средневековая деревянная застройка сменилась каменными домами эпохи Возрождения; этот архитектурный стиль стал впоследствии известен как Люблинский ренессанс.
В 1588 году луцкий епископ Бернард Мациевский основал в Люблине колледж иезуитов.
В XVI веке активно развивалась и люблинская иудейская община. Так, в 1518 году по инициативе Шалома Шахны была открыта иешива, признанная в 1567 году высшим учебным заведением; она быстро стала известна среди всех иудеев Европы. В 1547 году по инициативе Хаима Шварца была открыта первая в Люблине и одна из первых в Польше иудейских типографий, а в 1578 году была открыта вторая. Именно в Люблине проводил свои заседания Ваад четырёх земель. В 1567 году была построена Большая синагога, которая потом была названа в честь раввина Соломона Лурия.

## XVII век
В XVI—XVII веках Люблин был главным центром Реформации в Польше. Здесь действовала одна из важнейших общин Польских братьев, главой которой был Ян Немоевский, а министром сбора — Мартин Чеховиц.
В XVII веке в городе эпидемия уносит более 5 тысяч жизней, город разрушает сначала русско-казацкое войско Петра Потёмкина, а затем шведы. В дальнейшем положение города не улучшается, главным образом из-за Северной Войны. Перестают проводиться люблинские ярмарки, купцы из Европы покидают город.
В 1680 году по инициативе короля Яна Собеского в Люблине собрался церковный синод (т. н. «люблинский коллоквиум»), целью которого было объединение православных и униатов; он завершился безрезультатно.
С 1686 года начал исполняться люблинский хейнал. В 1703 году Август Сильный в благодарность за поддержку во время Северной войны дал городу привилей, уравнивающий его в правах с Краковом.

## XVIII век
В 1719 году в результате удара молнии произошёл пожар, уничтоживший значительную часть города.
После войн наступает период возобновления строительства, расстраиваются в основном купеческие и церковные слободы. Формируется образ нынешнего Краковского предместья.
После того, как была принята Конституция 3 мая 1791 года, в Люблине был избран первый президент — Теодор Груэлл-Грец. Однако уже в 1792 году город был занят российскими войсками. В 1793 году на Гродненском сейме было образовано новое Люблинское воеводство, однако вскоре началось восстание Костюшко, и административные изменения не были завершены.

## XIX век
После третьего раздела Речи Посполитой Люблин оказался в составе Австрийской империи. В 1809 году во время войны с Варшавским герцогством город был занят уланами полковника Доминика Дзевановского и возвращён в польские руки, став центром Люблинского департамента.
После разгрома Наполеона Люблин был занят российскими войсками, и по решению Венского конгресса отошёл к России, войдя в состав Царства Польского. Здесь он стал центром Люблинского воеводства, преобразованного в 1837 году в Люблинскую губернию.
В 1830 году во время Ноябрьского восстания Люблин был занят войсками Дверницкого.
Во второй половине XIX века в городе появились суконная мануфактура и табачная фабрика. Огромное значение для развития города сыграло строительство Привислинской железной дороги, благодаря которой он оказался в 1877 году соединён с Варшавой и Ковелем.
В 1862 году был издан декрет, уравнивающий в правах лиц иудейского вероисповедания с прочим населением Царства Польского, после чего иудейская элита Кракова начала переселяться в центр города и Краковское предместье.

## XX век и настоящее время
Во время Первой мировой войны в 1915 году Люблин был занят войсками Германии и Австро-Венгрии. Город стал административным центром австрийской зоны оккупации в Царстве Польском. До 1916 года австрийским губернатором Польши был Эрих фон Диллер, в 1916—1917 годах — Карл Кук, в 1917—1918 годах — Станислав Шептицкий, в 1918 году — Антон Липощак.
В 1918 году по инициативе Идзи Радзишевского в Люблине был основан Католический университет.
Осенью 1918 года в Люблине было образовано Правительство Игнацы Дашинского, которое, опираясь на структуры Польской военной организации, взяло под контроль город и окрестности.
В независимой Польше Люблин стал бурно развиваться. Возникали новые производства — например, первый польский производитель самолётов Плаге и Ласькевич.
Во время Второй мировой войны город вновь был оккупирован немецкими войсками. После освобождения 24 июля 1944 года Люблина 2-й танковой и 8-й гвардейской армиями город стал до 17 января 1945 года временной столицей Польши: здесь размещалось Временное правительство Польской Республики во главе с Эдвардом Осубкой-Моравским. В качестве конкурента Католического университета был основан 23 октября 1944 года в Люблине был основан университет Марии Кюри-Склодовской.
Во времена Польской Народной Республики город бурно развивался: в 1989 году численность населения Люблина в три раза превышала численность населения города в 1939 году. Были основаны новые заводы — например, автомобильный завод «Fabryka Samochodów Ciężarowych».